# Бициклизам на Летњим олимпијским играма 2008 — друмска трка за жене
Друмска трка за жене на бициклистичким такмичењима на Летњим олимпијским играма 2008. у Пекингу одржана је 10. августа. Ово је био седми пут да се друмска тка за жене нашла на програму олимпијских игара, а била је прва бициклистичка дисциплина у женској конкуренцији на овим играма.
Стаза је имала два круга први 102,6 и други 23,8 км укупно дужине 126,4 километра. То је најдужа стаза у овој дисциплинама до сада.
Иако су многи учесници били обучени за топло време, одмах после старта је почела да пада кипа и велики део трке киша се претворила у пљусак са јаким ветром. Због клизавог терена било је неколико падова и одустајања. У други круг ушла је група од 5 такмичарки, које су се смењивале у вођству до коначног спринта, када је Никол Кук победила и освојила прву златну медаљу за Уједињено Краљевство на овим играма, а 200 златну медаљу у укупном пласману на олимпијским играма. Друго и треће место у времену победнице заузеле су Ема Јохансон из Шведске и Татијана Гудерцо из Италије.
Трку је обележио први позитивни налаз на допинг тесту на овим Играма, такмичарке Марија Изабел Морено из Шпаније. Допинг је откривен пре трке у Пекингу 31. јула, а потврђен 11. августа, тако да није ни старовала у трци.
Учествовало је 66 такмичарки (једна мање него на Олимпијским играма 2004) из 33 земље.
Најстарија такмичарка је била Италијанка Јеаније Лонго-Чипрели са 49 година и 287 дана, којој су ово биле седме Олимпијске игре (1984—2008) и која је до данас освојила 4 медаље (1 златну, 2 сребрне и 1 бронзану).

## Земље учеснице
| - Аустралија (3) - Аустрија (2) - Белгија (1) - Бразил (1) - Канада (3) - Кина (2) - Куба (1) - Данска (1) - Естонија (1) - Француска (3) - Холандија (3) |  | - Италија (3) - Јапан (1) - Јужна Кореја (2) - Јужноафричка Република (2) - Казахстан (1) - Литванија (3) - Маурицијус (1) - Мексико (1) - Немачка (3) - Норвешка (1) - Нови Зеланд (2) |  | - Пољска (1) - Русија (3) - Сједињене Америчке Државе (3) - Словенија (1) - Швајцарска (3) - Шпанија (2) - Шведска (3) - Тајланд (1) - Уједињено Краљевство (3) - Украјина (3) - Венецуела (2) |

## Победнице
| Злато:                           | Сребро:                | Бронза:                    |
| Никол Кук · Уједињено Краљевство | Ема Јохансон · Шведска | Татијана Гудерцо · Италија |

## Резултати
Трка је стартовала у 14,00 часова (кинеско време (UTC+8))

## Коначан пласман
Ознака „ис.вр.“ указује да је такмичарка прешла линију циља у истој групи као и такмичарка испред ње, па јој се зато приписује исто завршно време.
| Плас. | Такмичарка                                    | Време   | Заостатак |
| ----- | --------------------------------------------- | ------- | --------- |
|       | Никол Кук · Уједињено Краљевство              | 3:32:24 |           |
|       | Ема Јохансон Шведска                          | ис.вр.  | ис.вр.    |
|       | Татијана Гудерцо Италија                      | ис.вр.  | ис.вр.    |
| 4     | Кристијана Зедер Аустрија                     | 3:32:28 | + 0:04    |
| 5     | Линда Вилумсен Данска                         | 3:32:32 | + 0:09    |
| 6     | Маријана Вос Холандија                        | 3:32:45 | +0:21     |
| 7     | Приска Допман Швајцарска                      | ис.вр.  | ис.вр.    |
| 8     | Полина Бржежна Пољска                         | ис.вр.  | ис.вр.    |
| 9     | Едита Пучинскајте Литванија                   | ис.вр.  | ис.вр.    |
| 10    | Зулфија Забирова Казахстан                    | ис.вр.  | ис.вр.    |
| 11    | Jolanta Polikevičiūtė Литванија               | ис.вр.  | ис.вр.    |
| 12    | Јулија Мартисова Русија                       | ис.вр.  | ис.вр.    |
| 13    | Кристел Ферије Брино · Француска              | ис.вр.  | ис.вр.    |
| 14    | Марилин Салвета Француска                     | ис.вр.  | ис.вр.    |
| 15    | Ноеми Кантел Италија                          | ис.вр.  | ис.вр.    |
| 16    | Gao Min Кина                                  | 3:32:52 | +0:28     |
| 17    | Лиг Хобсон Канада                             | ис.вр.  | ис.вр.    |
| 18    | Никол Брендли Швајцарска                      | ис.вр.  | ис.вр.    |
| 19    | Ана Санчис Шпанија                            | ис.вр.  | ис.вр.    |
| 20    | Трикси Форак Немачка                          | ис.вр.  | ис.вр.    |
| 21    | Susanne Ljungskog Шведска                     | ис.вр.  | ис.вр.    |
| 22    | Јевгенија Висоцка Украјина                    | 3:32:55 | + 0:31    |
| 23    | Ема Пули · Уједињено Краљевство               | ис.вр.  | ис.вр.    |
| 24    | Жани Лонго Кипрели Француска                  | 3:32:57 | + 0:33    |
| 25    | Кристин Армстронг · Сједињене Америчке Државе | 3:33:07 | + 0:43    |
| 26    | Анита Вален Норвешка                          | 3:33:17 | + 0:53    |
| 27    | Modesta Vžesniauskaite · Литванија            | ис.вр.  | ис.вр.    |
| 28    | Joanne Kiesanowski Нови Зеланд                | ис.вр.  | ис.вр.    |
| 29    | Oenone Wood Аустралија                        | ис.вр.  | ис.вр.    |
| 30    | Grete Treier Естонија                         | ис.вр.  | ис.вр.    |
| 31    | Михо Оки Јапан                                | ис.вр.  | ис.вр.    |
| 32    | Tatiana Stiajkina Украјина                    | ис.вр.  | ис.вр.    |
| 33    | Амбер Небен Сједињене Америчке Државе         | ис.вр.  | ис.вр.    |

| Плас. | Такмичарка                                     | Време                    | Заостатак                |
| ----- | ---------------------------------------------- | ------------------------ | ------------------------ |
| 34    | Marissa van der Merwe · Јужноафричка Република | ис.вр.                   | ис.вр.                   |
| 35    | Шерон Лоув · Уједињено Краљевство              | ис.вр.                   | ис.вр.                   |
| 36    | Mirjam Melchers-van Poppel Холандија           | ис.вр.                   | ис.вр.                   |
| 37    | Ерин Вилок Канада                              | 3:33:23                  | +0:59                    |
| 38    | Сара Кериган Аустралија                        | 3:33:25                  | +1,01                    |
| 39    | Ханка Купфернагел Немачка                      | ис.вр.                   | ис.вр.                   |
| 40    | Наталија Бојарска Русија                       | 3:33:45                  | +1:21                    |
| 41    | Јудит Арнт Немачка                             | 3:33:51                  | + 1:27                   |
| 42    | Oksana Kashchyshyna · Украјина                 | 3:34:13                  | +1:49                    |
| 43    | Александра Бурченкова · Русија                 | 3:36:32                  | +4:08                    |
| 44    | Lieselot Decroix Белгија                       | 3:36:35                  | + 4:11                   |
| 45    | Алесандра Ђусепина Граси · Мексико             | ис.вр.                   | ис.вр.                   |
| 46    | Моника Шахл Аустрија                           | 3:36:37                  | +4:13                    |
| 47    | Шантал Белтман Холандија                       | 3:37:02                  | + 4:38                   |
| 48    | Meng Lang Кина                                 | 3:37:42                  | + 5:18                   |
| 49    | Зигфрид Тереза Корнео · Словенија              | 3:39:29                  | +7:05                    |
| 50    | Александра Врублески · Канада                  | 3:39:36                  | +7:12                    |
| 51    | Клеминда Фернандес · Бразил                    | 3:41:01                  | +8:37                    |
| 52    | Кристин Торберн · Сједињене Америчке Државе    | 3:41:08                  | +8:44                    |
| 53    | Catherine Cheatley · Нови Зеланд               | ис.вр.                   | ис.вр.                   |
| 54    | Danielys García Венецуела                      | 3:43:25                  | +11:01                   |
| 55    | Marta Vilajosana Шпанија                       | ис.вр.                   | ис.вр.                   |
| 56    | Сара Мустонен Шведска                          | ис.вр.                   | ис.вр.                   |
| 57    | Angie González Венецуела                       | ис.вр.                   | ис.вр.                   |
| 58    | Gu Sun-Geun Јужна Кореја                       | 3:45:59                  | +13:35                   |
| 59    | Cherise Taylor · Јужноафричка Република        | 3:48:33                  | +16:09                   |
| 60    | Yumari González Куба                           | 3:51:39                  | +19:15                   |
| 61    | Chanpeng Nontasin Тајланд                      | 3:51:51                  | +19:27                   |
| 62    | Aurélie Halbwachs · Маурицијус                 | 3:52:11                  | + 19:47                  |
| —     | Вера Карара Италија                            | Није завршила трку       | Није завршила трку       |
| —     | Кетрин Бејтс Аустралија                        | Није завршила трку       | Није завршила трку       |
| —     | Jennifer Hohl Швајцарска                       | Није завршила трку (пад) | Није завршила трку (пад) |
| —     | Сон Хе Чун Јужна Кореја                        | Није завршила трку (пад) | Није завршила трку (пад) |